# Zdická skalka u Kublova
Přírodní památka Zdická skalka u Kublova byla vyhlášena v roce 1952 a nachází se u obce Kublov. Důvodem ochrany je vypreparovaná buližníková skála.